# La Vall d’Alcalà
La Vall d’Alcalà – gmina w Hiszpanii, w prowincji Alicante, we wspólnocie autonomicznej Walencja, o powierzchni 22,85 km². W 2011 roku liczyła 175 mieszkańców.